# Storena mainae
Storena mainae är en spindelart som beskrevs av Rudy Jocqué och Baehr 1995. Storena mainae ingår i släktet Storena och familjen Zodariidae. Inga underarter finns listade i Catalogue of Life.